# فيكتور ندياي
فيكتور ندياي هو لاعب كرة قدم كندي في مركز الهجوم، ولد في 1 يونيو 1992 في مدينة كيبك في كندا. لعب مع FC Montreal ‏.

## وصلات خارجية
- فيكتور ندياي على موقع قاعدة بيانات كرة القدم.إي يو (الإنجليزية)
- فيكتور ندياي على موقع Soccerway.com (الإنجليزية)